# Mercedes-Benz E-класс
Mercedes-Benz Е-класс (ориг. E-Klasse, ранее нем. Einspritzung — «топливный впрыск») — серия легковых автомобилей бизнес-класса немецкой торговой марки Mercedes-Benz, официально представленная с 1994 года и в настоящее время состоящая из пяти поколений.
До 1993 года компания Mercedes-Benz выпускала серию автомобилей бизнес-класса без унифицированной структуры именования. Суффикс «E» происходил от слова Einspritzung, что в переводе с немецкого означало систему впрыска топлива — новаторское технологическое решение, которым первыми оснастили предшественников современного E-класса в 1960-х годах (например, 230 E). Рыночное именование автомобилей сохранялось вплоть до выхода Mercedes-Benz W124 в 1993 году, где символ «E» использовался в качестве префикса (например, E 220), а серия автомобилей стала официально именоваться E-классом. Необходимость использовать отличительный признак топливной системы отпала, так как все транспортные средства компании к этому моменту использовали впрыск топлива.
Автомобили E-класса выпускаются с бензиновыми, дизельными, гибридными и газовыми (NGT) двигателями различных конфигураций (от I4 до V8), с приводом на задние колёса или постоянным полным приводом 4MATIC, а также в многочисленных модификациях кузовов: седан, универсал, купе и кабриолет (с 2009 года). Кроме того, компания также выпускает высокопроизводительные версии, доработанные инженерами подразделения Mercedes-AMG (E63 AMG и E53 AMG, ранее — E36 AMG, E43 AMG, E50 AMG, E55 AMG и E60 AMG).
Автомобили E-класса являются самыми продаваемыми в иерархии классов Mercedes-Benz за всю историю компании. К 2015 году было продано более 13 миллионов единиц серии.

## История

### Предшественники

#### Эхо войны
История модели 170 — это история всей марки, которая пережила черёд Второй мировой войны. Автомобиль W135 появился ещё в далеком 1936 году как замена для старого W15. На базе 170-го были построены кабриолет и фургон.
Англо-американская бомбардировка разрушила завод Mercedes-Benz в 1943 году, из-за чего выпуск новых автомобилей прекратился. Единственный относительно уцелевший конвейер как раз был предназначен для выпуска 170 модели. В 1946 году производство восстановилось, выпускались прежние модели 170V в кузове седан, кабриолет и фургон. В послевоенные годы автомобиль продолжал выпускаться, и уже в 1952 году появилась модель W191, массивная по габаритам и в вариантах с дизельными двигателями. Автомобиль W136 выпускался вплоть до 1955 года.
|             |  |             |  |             |  |              |  |            |
| 170V (1939) |  | 170S (1948) |  | 170D (1951) |  | 170SA (1952) |  | 170 (1950) |

#### Понтоны
К началу 1950-х годов автомобиль Mercedes-Benz W136 не только внешне, но и технически устарел, и нуждался в срочной замене. Имея к тому времени ресурсы и технологическую базу, компания Mercedes-Benz приступила к вводу новых автомобилей. Эпоха совпала с появлением понтонных кузовов и компания приняла эту новую технологию, дав пассажирам комфорт и вместительность, которых предшественник предоставить не мог. Автомобиль W120 180 появился в 1953 году, и был внешне похож на более крупные понтонные автомобили 220-й серии. При этом автомобиль выпускался как с бензиновым, так и с дизельным (180D) двигателями.
В 1956 году появилась модель W121 190, имевшая схожий с 180 версией кузов, но более мощный двигатель и роскошный интерьер. На базе 180-го был также построен родстер R121 190SL (см. SL-класс). Всего по 1962 год было выпущено 442963 автомобилей W120 и W121.
|            |  |            |  |            |  |            |  |            |
| 180 (W120) |  | 180 (W120) |  | 190 (W121) |  | 190 (W121) |  | 190 (W121) |

#### Плавники
На смену понтонов в бурно развивающейся эпохе автомобилестроения пришли плавники, и в апреле 1961 года появилась новая начинающая модель марки — W110 190. Помимо бензинового двигателя, также выпускался вариант с дизельным (190D). В 1965 году модельный ряд обновился, 190 и 190D заменили на 200 и 200D соответственно. Помимо этого, появилась флагманская модель с шестицилиндровым двигателем 230.
Технически автомобиль был на поколение впереди предшественника, и был первым в истории марки, который подвергся множеству краш-тестов. Всего по 1968 год было сконструировано 628282 автомобиля.
|     |  |     |  |     |  |      |  |     |
| 190 |  | 190 |  | 200 |  | 200D |  | 230 |

#### Штрих 8
В 1968 году взамен устаревшим плавникам появился совершенно новый автомобиль. Mercedes-Benz W114 В отличие от предшественников, которые в той или иной форме были разработками друг друга, автомобиль W114 имел совершенно новый кузов, разработанный «с нуля». Из-за путаницы в классификации автомобилей (4-цилиндровые модели W115 и одинаковые с ними по кузову 6-цилиндровые W114) компания Mercedes-Benz присвоила всей серии прозвище «/8» (то есть модели 1968 года). Изначально модельный ряд открывался автомобилями 200 и 220, а также дизельными 200D и 220D. В 1969 году появились купе-версия W114 250C с карбюраторным мотором и 250СE с инжекторным.
В 1972—73 годах автомобили получили обновление, которое, помимо косметических деталей, привнесло новшества и в модельный ряд. Для W115 220-я версия была заменена на 230, но так как модель 230 уже была на W114, их различали как 230.4 и 230.6 соответственно (по количеству цилиндров). Помимо этого, появились две новые дизельные модели 240D и 240D 3.0 (позже 300D) с новым 5-цилиндровым дизельным двигателем. Модельный ряд W114 тоже претерпел изменения: помимо 230.6, 250-я была заменима на более мощную 250 2.8, появилась также флагманская серия 280 и 280E для седана и 280C и 280СE для купе.
Успех автомобиля оказался неожиданным и для самой компании Mercedes-Benz. Поэтому, несмотря на Нефтяной кризис 1973 года, продажи автомобилей почти не сбавились. Наоборот, фирма сумела наладить отличный экспортный рынок на Ближний Восток. На базе данных автомобилей было создано множество модификаций, фургонов, лимузинов и карет скорой помощи. Всего к 1976 году было построено 1 919 056 автомобилей, в том числе 67 048 в кузове купе.
|     |  |     |  |       |  |      |  |       |
| 200 |  | 220 |  | 230.4 |  | 280E |  | 280CE |

#### Работяга 1970-х
К середине 1970-х годов автомобили «/8» морально и технически устарели. Запустить новый автомобиль в пост-кризисной ситуации требовало смелости, и новая машина должна была отвечать самым лучшим ожиданиям качества. В январе 1976 года такой автомобиль появился, позаимствовав от предшественника лишь форму кузова. Им стал Mercedes-Benz W123. Все узлы и агрегаты (включая вакуумные тормоза) новой модели были новые, а стайлинг был основан на автомобиле W116 S-класса.
Первые автомобили 280 и 280Е были оснащены шестицилиндровыми двигателями, но в 1976 году к ним присоединился ещё ряд модификаций: 200, 230, 200D, 220D, 240D (Р4), 300D (Р5) и 250D (Р6). В 1977 году появился кузов купе C123 в моделях 230С, 280С и 280СЕ, а также исключительно для рынка США модель 300CD. А в 1978 году появилась ещё одна новинка: если раньше универсалы выпускались компанией на спецзаказы, то начиная с S123 универсал стал постоянным для модельного ряда, состоявшего из бензиновых 230T, 250T, 280TE и дизельных 240TD и 300TD.
В 1979—80 годы автомобиль подвергается первому обновлению. Помимо косметических изменений, была проведена замена нескольких двигателей на более мощные и экологически чистые. Первый из них, 200, заменил начинающую модель и встал на универсал 200Т. За ним последовали инжекторные 230Е, 230СЕ и 230ТЕ, которые заменили карбюраторные 230, 230Т и 230С. Также в 1980—81 годах было свёрнуто производство карбюраторных версий 280 и 280С. Также было прекращено производство 220D, но взамен ему появилась версия 300D с турбонаддувом (вначале для универсала (300TD, 1980), а потом и для седана и купе). Последняя заменила 300CD и была доступна только для рынка США.
В 1982 году у автомобиля появился мощный конкурент. Компания Mercedes-Benz, рискнув огромными средствами, запустила новый компактный седан W201 (190), который был представлен как дешёвая альтернатива. Успех был мгновенным, но тем самым он сразу откликнулся в спаде продаж 123-х моделей. Поэтому в сентябре 1982 года было выпущено ещё одно обновление, однако производство начало сворачиваться и последние автомобили сошли с конвейера в январе 1986 года.
Всего за 11 лет было построено 2 696 915 автомобилей версии W123, включая 99 884 в кузове купе и 199 517 универсалов (без учёта спецсерий). Из них около 1 080 000 было экспортировано в США, Японию и страны ближнего востока.
|     |  |      |  |       |  |      |  |       |
| 200 |  | 230E |  | 230CE |  | 280E |  | 230TE |

### Е-класс

#### Первый E-класс (W124, 1984—1995)
Mercedes-Benz W123 был одним из успешных автомобилей фирмы, но к середине 1980-х годов ситуация резко изменилась: покупателям требовался автомобиль, который не только мог доехать из точки А в точку Б, но при этом был бы доступным и стильным. Появление автомобиля 190 в 1982 году изолировало W123, у которого не было ни престижа W126 S-класса, ни спортивности 190-го. Поэтому дизайнер обоих автомобилей Бруно Сакко сразу приступил к разработке нового автомобиля среднего класса, и в ноябре 1984 года машина была готова. Для своего времени она обладала одним из лучших показателей в области аэродинамики.
Модельный ряд открылся универсалом S124 в дизельных моделях 200TD, 250TD и 300TD соответственно в Р4-й, Р5-й и Р6-й компоновке. В 1985 году появилась основная гамма версий автомобиля, включая бензиновые модели 200T, 230TE, и 300ТЕ. Также дебютировал седан W124 в дизельных моделях 200D, 250D и 300D; и бензиновых 200, 200Е, 230Е, 260Е и 300Е. В 1986 году компания Mercedes-Benz пополнила линейку моделями 300D и 300ТD с турбонаддувом. Год спустя на W124 дебютировала полноприводная система 4MATIC для седанов 260Е, 300Е и 300D, и универсалов 300ТЕ и 300ТD. В том же 1987 году состоялась премьера купе C124 в моделях 230CE и 300CE. Через год, ввиду растущего спроса на турбодизельные модели, турбонаддув получили более слабые модели 250D и 250ТD, а 300-е турбодизели начали производиться в полноприводной компоновке. Также появилась модель 200TE. 1989 год принёс новый двигатель M104 с четырьмя клапанами на цилиндр. Для дифференциации со старыми 12-клапанными моторами М103 к ним добавили суффикс 24. Так появились модели 300E-24, 300ТЕ-24 и 300CE-24. В 1990 году прошли первые снятия моделей с производства.
В 1991 году Mercedes-Benz совместно с фирмой Porsche заключили партнерство о создании малой серии седана W124 с двигателями V8. Сборка моделей 420E и 500E производилась силами компанией Porsche, которая добавляла автомобилям спортивную подвеску, трансмиссию и тормоза. Одновременно были сняты с производства все дизельные полноприводные версии и маломощная модель 200ТD. В 1992 году завершился выпуск сразу всех версий 230Е/ТЕ/СЕ, 260E, 300Е/ТЕ/СЕ (кроме полноприводных). Взамен появились модели 220Е/ТЕ/СЕ и 280Е/ТЕ/СЕ, а 300-е автомобили с 24 клапанами отныне стали именоваться 320Е/ТЕ/СЕ. В этом же году, впервые после 20-летнего перерыва, в линейку моделей вернулся кабриолет.

##### Рестайлинг (1993)
В 1993 году автомобиль получил капитальное обновление. Обозначение Executivklasse (бизнес-класс) было введено в этом же году. Главное внешнее отличие было в обтекаемой решётке радиатора. Если у первых автомобилей она имела классическую форму в хромированной раме, то отныне это обрамление резко уменьшили и её утопили в капот. Этот рестайлинг, который также затронул другие узлы автомобиля, совпал с принятием новой системы именования. Так 124-я семья стала первым Е-классом. Согласно новым правилам, модели предопределял класс, далее объём двигателя и потом особенности. Дизельная линейка открывалась седаном E200 Diesel (бывший 200D) и универсалом E250 Diesel (250ТD). Далее следовали общие как для седана, так и для универсала E250 Turbodiesel, E300 Diesel, E300 Turbodiesel и E300 Turbodiesel 4MATIC. Для бензиновых двигателей линейка состояла из E200, E220, E280 (седан, универсал и купе). Для седана и универсала сохранилась версия E300 4MATIC. Следующая модель, E320, была доступна во всех четырёх кузовах, и считалась самой престижной из обычного выбора. Престижнее были только «волчки» E420 и E500.
В том же 1993 году тюнинг-ателье AMG стало официальном партнёром компании Mercedes-Benz. Благодаря этому партнёрству в серии Е-класса появилась новая модель E36 AMG на базе E320. Однако она была доступна только для кузовов универсал, купе и кабриолет, так как у седана уже существовали модификации E420/E500. Поэтому по спецзаказу AMG перестроили несколько десятков седанов в E60 AMG.
В 1995 году начался процесс завершения выпуска. Первыми прекратили выпускаться седаны, в 1996 году универсалы и купе, а в 1997 сошёл с конвейера последний кабриолет. Таким образом за 13 лет автомобиль W124 стал самым успешным представителем E-класса. Всего было выпущено 2 583 470 автомобилей, в том числе 2 058 777 седанов, 340 503 универсалов, 141 498 купе и 33 968 кабриолетов, и около 8 тысяч дополнительных спецсерий, включая лимузины, кареты скорой помощи и тому подобное.
|      |  |       |  |       |  |      |  |      |
| E200 |  | 320CE |  | 300TE |  | E280 |  | 500E |

#### Второе поколение (W210, 1995—2002)
В 1995 году на смену W124 пришёл автомобиль W210. Новая модель хоть и повторяла геометрию предшественника, но по сути была совершенно иным автомобилем. Впервые на машинах этого класса применено реечное рулевое управление, датчик дождя и загрязнения наружного воздуха, система Parktronic и так далее. Однако самым заметным новшеством стали передние фары округлой формы, за которые автомобиль получил прозвища: «лупатый», «глазастый мерседес».
Автомобиль производился в кузове седан и универсал (c 1996 года под именем S210). Помимо этого, автомобиль имел три линии исполнения: стандартная Classic, роскошная Elegance и спортивная Avantgarde. Модельный ряд открылся в 1995 году дизельными E220 и Е300 Diesel и бензиновыми E200, E230, E280 и E320. В 1996 году к ним добавились E290 Turbodiesel и флагманский E420 с V8. В 1997 году произошёл первый технологический рывок благодаря замене старых рядных шестицилиндровых двигателей на новые алюминиевые V6 с ЭБУ на E280 и E320. В том же году дизельная E300 Diesel была заменена на E300 Turbodiesel. В 1998 году завершился выпуск версий E230 и E420, последнюю заменила E430. Кроме того, произошла вторая техническая революция — были выпущены новые дизельные двигатели c системой Common Rail, установленные на таких моделях, как E200 CDI и E220 CDI (пришла на смену Е220 Diesel).

##### Рестайлинг (1999)
В 1999 году автомобиль претерпел рестайлинг, в ходе которого он получил новые задние фонари, бамперы и некоторые другие косметические детали, а также обновлённый пакет приборов, включающий GPS-приёмник и иные элементы. Модельный ряд также претерпел изменения — завершился выпуск последних классических дизельных моделей E290 и E300 Turbodiesel. Их заменили E270 CDI (Р5) и E320 CDI (Р6). Последняя модификация произошла в 2000 году — автомобильный двигатель на E200 доработали нагнетателем, в результате чего была выпущена модель E200 Kompressor.
Помимо заводских версий автомобиля, выпускались три модели W210 от официального тюнера AMG: E36 AMG с Р6 (1995—1997), E50 AMG (1997) c V8 и редкий E60 AMG (по спецзаказу). В 1999 году была выпущена версия E55 AMG, которая и после приобретения тюнера в 1999 году оставалась неизменной вплоть до завершения производства.
Выпуск седана W210 завершился в 2002 году (универсала — в 2003 году).
|          |  |                  |  |          |  |          |  |         |
| E270 CDI |  | E300 Turbodiesel |  | E320 CDI |  | E320 CDI |  | E60 AMG |

#### Третье поколение (W211, 2002—2009)
В январе 2002 года на Брюссельском автосалоне состоялась премьера нового седана Е-класса под кодовым обозначением Mercedes-Benz W211.
Производство модели началось в марте того же года. Инженеры компании увеличили габариты автомобиля и пространство в салоне, установили огромный пакет электроники и компьютерных систем.
Модельный ряд, как и у предшественника, предлагался в трех линиях исполнения: Classic, Elegance и Avantgarde. Ввиду большего внимания к экономии самыми популярными стали дизельные модели, представленные вариантами E200 CDI и E220 CDI (Р4), E270 CDI (Р5), E320 CDI (Р6), а также E400 CDI (с двигателем V8). Бензиновые модели были представлены версиями E200 Kompressor (Р4), E240 и E320 (V6) и флагманом E500 (V8). Последние три также предлагались в полноприводной версии 4MATIC. В октябре 2002 года появилась спортивная модель E55 AMG с нагнетательным V8. В январе 2003 года на Дейтройтском автосалоне состоялась премьера универсала S211.
В 2004 году появилась гибридная модель E200 NGT, двигатель которой работал на природных газах. В 2005 году компания Mercedes-Benz прекратила выпуск 5-цилиндровых двигателей и E270 CDI был заменён на E280 CDI, который также предлагался в полноприводной компоновке.

##### Рестайлинг (2006)
В 2006 году автомобиль получил капитальное обновление, в ходе которого новую форму получили решётка радиатора, бампера, зеркала и задние сигналы. Кроме того, был установлен современный комплект электроники. Новыми в линейке седанов E-класса стали модели E280 CDI и E320 CDI, где рядные двигатели заменили на V-образные, а также E420 CDI (заменивший E400 CDI). Бензиновые модели E240 и E320 были заменены на E230 и E350 соответственно. К ним добавилась версия E280 с двигателем V6. Во второй половине 2000-х годов большое внимание было уделено вопросу снижения расхода топлива и количеству выброса загрязняющих газов. В 2007 году появилось сразу две новые модели: гибридный E300 CDI BlueTEC (E320 BlueTEC в США) и бензиновый Common rail E350 CGI. В спортивной серии нагнетательный E55 AMG был заменён на E63 AMG.
Как и предшественник, W211 не имел варианта в кузове купе и кабриолет, роль которого на себя взяла модель W209 CLK-класс. Однако в 2005 году появилась уникальная новинка на базе W211 — спортивное 4-дверное купе C219 CLS класса. Выпуск седана прекратился в январе 2009 года, а универсал был снят с производства в 2010 году.
|          |  |      |  |      |  |          |  |         |
| E270 CDI |  | E240 |  | E280 |  | E220 CDI |  | E63 AMG |

#### Четвёртое поколение (W212, 2009—2016)
В январе 2009 года состоялась премьера нового поколения E-класса — Mercedes-Benz W212. Автомобиль оснастили новейшими системами безопасности и современной электроникой (например, активным капотом для защиты пешеходов, система контроля степени усталости водителя, активные подголовники и другие). Стандартом для большинства моделей стали семиступенчатая АКПП 7G-Tronic, пневматическая подвеска и многое другое.
Модельный ряд открылся в марте 2009 года дизельными E220 CDI, E250 CDI (Р4) и E 350 CDI (V6) и бензиновыми E350 CGI и E500 (E550 в США). В августе к ним присоединилась версия E63 AMG, а в сентябре список пополнили модели E200 CDI, E200 CGI, E250 CGI (многие с обозначением BlueEFFICIENCY), 4MATIC (E350 CDI, E350 CGI и E500) и гибридный E350 BlueTEC.
В 2009 году на Франкфуртском автосалоне был представлен универсал S212. В продажу автомобиль поступил в августе того же года (для Европы). Продажи версии для рынка США начались в 2010 году.
В 2009 году на автовыставке в Нью-Йорке была представлена модель E63 AMG от подразделения Mercedes-AMG GmbH.

##### Рестайлинг (2013)
В начале 2013 года модель претерпела значительный рестайлинг.
|          |  |              |  |             |  |          |  |          |
| E220 CDI |  | E350 BlueTec |  | E 350 CGI T |  | E350 CGI |  | E350 CGI |

#### Пятое поколение (W213, 2016—2024)
11 января 2016 года на автосалоне в Детройте состоялся дебют пятого поколения E-класса в лице автомобиля Mercedes-Benz W213. Седан построен на модульной платформе MRA, его дизайн выполнен в фирменном стиле бренда и внешне напоминает автомобили C-класса (Mercedes-Benz W205) и S-класса (Mercedes-Benz W222). Автомобиль прибавил в габаритах, получил большое число новых инновационных систем (Remote Parking Pilot, Digital Car Key, Adaptive LED Matrix и другие) и обновлённый модельный ряд двигателей. Кроме того, первые версии модели комплектуются 9-ступенчатой автоматической коробкой передач 9G-Tronic.
На автосалоне в Детройте было объявлено, что на момент начала продаж — весна 2016 года — модель будет предлагаться с двумя двухлитровыми четырёхцилиндровыми двигателями: бензиновым 184-сильным (E200) и новым дизелем, развивающим 195 л. с. и 400 Н·м крутящего момента (E220 d). Позже модельный ряд дополнится 150- (четырёхцилиндровый) и 258-сильным (шестицилиндровый E350 d) дизелями, а также двумя бензиновыми двигателями, мощностью около 330 (шестицилиндровый E400 4Matic) и 240 (четырёхцилиндровый) лошадиных сил. Кроме того, в линейке E-класса будет доступна и гибридная модификация. В её состав войдут четырёхцилиндровый мотор и электродвигатель, развивающие вместе 286 лошадиных сил (210 кВт).
|          |  |      |  |       |  |      |  |       |
| E220d SE |  | E300 |  | E220d |  | E400 |  | E220d |

## Производство и продажи

### Производство
Основные заводы, выпускающие автомобили E-класса, сосредоточены в городах Зиндельфинген и Бремен, Германия. Кроме того, для удовлетворения спроса на локальных рынках созданы производственные мощности в таких городах, как Пуна (Индия), Пекин (Китай) и других.

### Продажи
По исследованию американской компании Pork 2011 года в классе премиальных легковых автомобилей у E-класса самые преданные владельцы. Та же картина наблюдалась в 2014 году — Mercedes-Benz E-класс удерживал позицию автомобиля, обладающего самыми преданными владельцами в классе премиальных легковых автомобилей (награда «IHS Automotive 2014 Loyalty Award»).
Статистика продаж на основных рынках сбыта автомобилей E-класса по годам выглядит следующим образом:
| Год  | Производство (седан/универсал/купе/кабриолет) | Продажи в США | Продажи в Европе | Продажи в Китае | Продажи в России |
| ---- | --------------------------------------------- | ------------- | ---------------- | --------------- | ---------------- |
| 2001 |                                               | 44 445        | 128 208          |                 |                  |
| 2002 |                                               | 42 598        | 156 317          |                 |                  |
| 2003 |                                               | 55 683        | 191 809          |                 | 988              |
| 2004 |                                               | 58 954        | 171 071          |                 | 1191             |
| 2005 |                                               | 50 383        | 125 348          |                 | 1520             |
| 2006 |                                               | 50 195        | 110 494          |                 | 1708             |
| 2007 |                                               | 48 950        | 109 872          |                 | 2495             |
| 2008 |                                               | 38 576        | 77 661           |                 | 2290             |
| 2009 |                                               | 43 072        | 100 947          | 8200            | 2256             |
| 2010 | 323 200 (208 400 / 44 400 / 9600 / 20 800)    | 60 922        | 139 192          | 40 760          | 5515             |
| 2011 | 338 386                                       | 62 736        | 129 963          | 44 738          | 8580             |
| 2012 | 310 408                                       | 65 171        | 98 142           | 36 385          | 8077             |
| 2013 |                                               | 69 803        | 106 559          | 36 836          | 8991             |
| 2014 |                                               | 66 400        | 99 565           | 43 708          | 7989             |
| 2015 |                                               | 49 736        | 84 771           | 60 102          |                  |

### Основная
- James Taylor. Mercedes-Benz: Cars of the 1990s. — The Crowood Press, 2009. — С. 9–20. — (Crowood AutoClassic Series). — ISBN 9781847970961.
- James Taylor. Mercedes-Benz W124: The Complete Story. — The Crowood Press, 2015. — (Crowood AutoClassic Series). — ISBN 9781847979537.
- R.M. Clarke. Mercedes-Benz E-Class W124 1985–1995. — Brooklands Books, 2011. — ISBN 9781855208896.
- Jens Frommann. Mercedes W 124: Typengeschichte und Technik. — Мюнхен: GeraMond, 2014. — ISBN 9783862456581.
- Frank Barrett. Illustrated Buyer's Guide Mercedes-Benz.. — 2-е изд. — MBI Publishing, 1998. — (Motorbooks International Illustrated Buyer's Guide series). — ISBN 0760304513.
- Mercedes E-Klasse: Serie W210, 2000 bis 2001, Serie W211, 2002 bis 2006 : 1.8-/2.0-/2.6-/2.8-/3.2-/3.5-/4.3- und 5.0 Liter Benzinmotoren, 4, 6 und 8 Zylinder. — Bucheli, 2009. — 228 с. — ISBN 9783716821206.
- R.M. Clarke. Mercedes AMG Ultimate Portfolio 2000-2006. — Brooklands Books, 2007. — (Road Test Portfolio Series). — ISBN 9781855207486.
- Рок-н-ролл жив! // Autopilot. — Kommersant Publishing House, 2002. — Т. 102, № 9. — С. 70-73. Архивировано 18 января 2017 года.
- Peter Russek. Mercedes-Benz E-Klasse mit CDI-Dieselmotoren: Serie W210, 2000 bis 2002, Serie W211 ab 2003. — Bucheli, 2009. — 234 с. — ISBN 9783716821251.
- Colin Pitt. Mercedes Benz E-Class, W210, W211, W212. — C P Press, 2010. — ISBN 978-1841558080.
- Семён Субботин. Премьера Мерседес-Бенц Е-класс // Бизнес-журнал. — ЗАО «Бизнес-журнал», 2009. — Т. 63, № 5. — С. 60-61. — ISSN 1819-267X.
- Роман Назаров. Самые дорогие и престижные автомобили мира. — Эксмо, 2011. — С. 256-260. — 336 с. — ISBN 978-5-699-52442-6.

### Сервисные книги, руководство пользователя
- Peter Russek. Mercedes-Benz E-Class: Petrol W124 & W210 Workshop Manual 1993–2000. — Brooklands Books, 2008. — ISBN 9781855207684.
- Peter Russek. Mercedes-Benz E-Class: Diesel W210 & W211 Series Workshop Manual 2000-2006. — Brooklands Books, 2013. — 236 с. — ISBN 978-1855209558.
- Mercedes E-Klasse 1993 bis 1995 (Serie W124) 1995 bis 1997 (Serie W210). — 1-е изд. — Verlag Bucheli, 2000. — (Reparaturanleitung series).
- Peter Russek. Mercedes-Benz E-Class: W124 Series 1993–1995 / W210 Series 1995–2000 / 4- and 6-Cyl. Engines. — Peter Russek Publications, 2006. — (Pocket Mechanic Vehicle Manual). — ISBN 1898780978.